# Квасницкий, Алексей Владимирович
Алексей Владимирович Квасницкий (укр. Олексій Володимирович Квасницький; 12 (24) февраля 1900— 27 ноября 1989) — украинский советский учёный-физиолог, экспериментатор, хирург, изобретатель, конструктор, педагог, профессор, академик АН УССР (с 1951) и действительный член Академии сельскохозяйственных наук УССР (с 1957). Герой Социалистического Труда (1966).

## Биография
В 1925 окончил Каменец-Подольский сельскохозяйственный институт. Затем работал преподавателем сельскохозяйственного техникума в Виннице.
В 1931—1941 — научный сотрудник Института свиноводства в Полтаве, в 1941—1952 — профессор Полтавского сельскохозяйственного института. С 1952 — заведующий лабораторией физиологии сельскохозяйственных животных Института физиологии АН УССР; с 1956 — заведовал аналогичной лабораторией Полтавской государственной сельскохозяйственной опытной станции. Разрабатывал вопросы физиологии пищеварения свиней, вопросы физиологии размножения и искусственного осеменения сельскохозяйственных животных.

## Научная деятельность

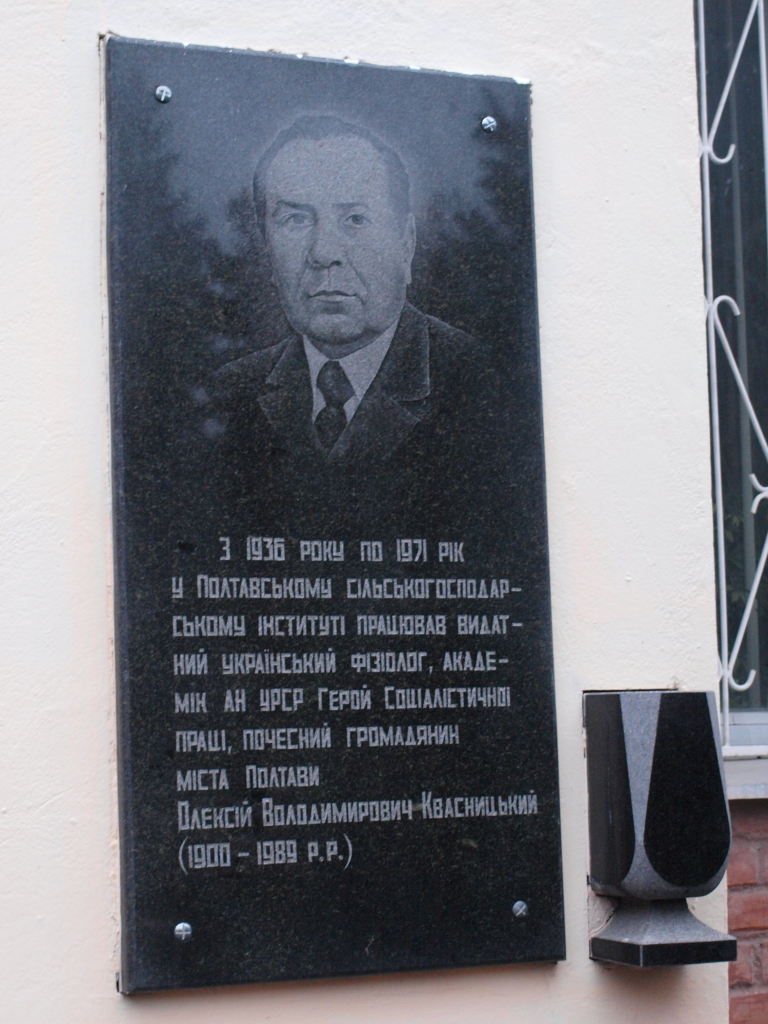
Мемориальная доска на здании Полтавской сельхозакадемии, где академик Алексей Владимирович Квасницкий, работал с 1936 по 1971 год

Основные научные работы посвящены физиологии обмена веществ, пищеварения, высшей нервной деятельности, размножения сельскохозяйственный животных. Данные, полученные им с помощью оригинальных методик (ротовые и брюшные фистулы, метод полизонда, наружные хронические анастомозы пищеварительных органов и др.), составили теоретическую основу для выращивания, кормления и откорма свиней.
Академик А. Квасницкий — автор оригинальной методики межпородной пересадки оплодотворенных яйцеклеток сельскохозяйственных животных, трудов по физиологии питания и размножения, искусственному осеменению сельскохозяйственных животных (1945, в соавт.). По его инициативе впервые в СССР в Полтаве была организована (1964) специализированная станция по искусственному осеменению свиней, разработана новая технология «машинного» выращивания поросят. Его первые в мире поросята-трансплантаты вошли в историю мировой эмбриологии и родились в 1950 году, опередив первых телят американца Виллета.
Внёс значительный вклад в развитие животноводства СССР.
Педагог Квасницкий воспитал более 30 кандидатов и докторов наук.
Делегат XII и XXIII съездов КПСС.

## Избранные труды
- Вопросы физиологии пищеварения у свиней, М., 1951;
- Новое в физиологии размножения животных, М., 1950;
- Применение учения И. Павлова в животноводстве, Киев. 1954 (совм. с В. А. Конюковой).